# Ironman Boulder
Der Ironman Boulder ist eine ehemalige seit 2014 jährlich im Juni oder August stattfindende Triathlon-Sportveranstaltung über die Ironman-Distanz (3,86 km Schwimmen, 180,2 km Radfahren und 42,195 km Laufen) in Boulder (Colorado) in den Vereinigten Staaten.

## Organisation
Organisiert wurde diese Veranstaltung von der World Triathlon Corporation (WTC) und es wurden hier 50 Startplätze für die WM beim Ironman Hawaii vergeben.
- Der Schwimmkurs ging über eine Runde im Boulder Reservoir.
- Der 180-km-Radkurs führte über eine Runde und hat 1220 Höhenmeter. Die Strecke führt in nördlicher Richtung zum Carter Lake und endet wieder an der High School in Boulder.
- Die Laufstrecke umfasste zwei Runden mit drei Wendepunkten und führte durch den Ort und Umgebung.[2]

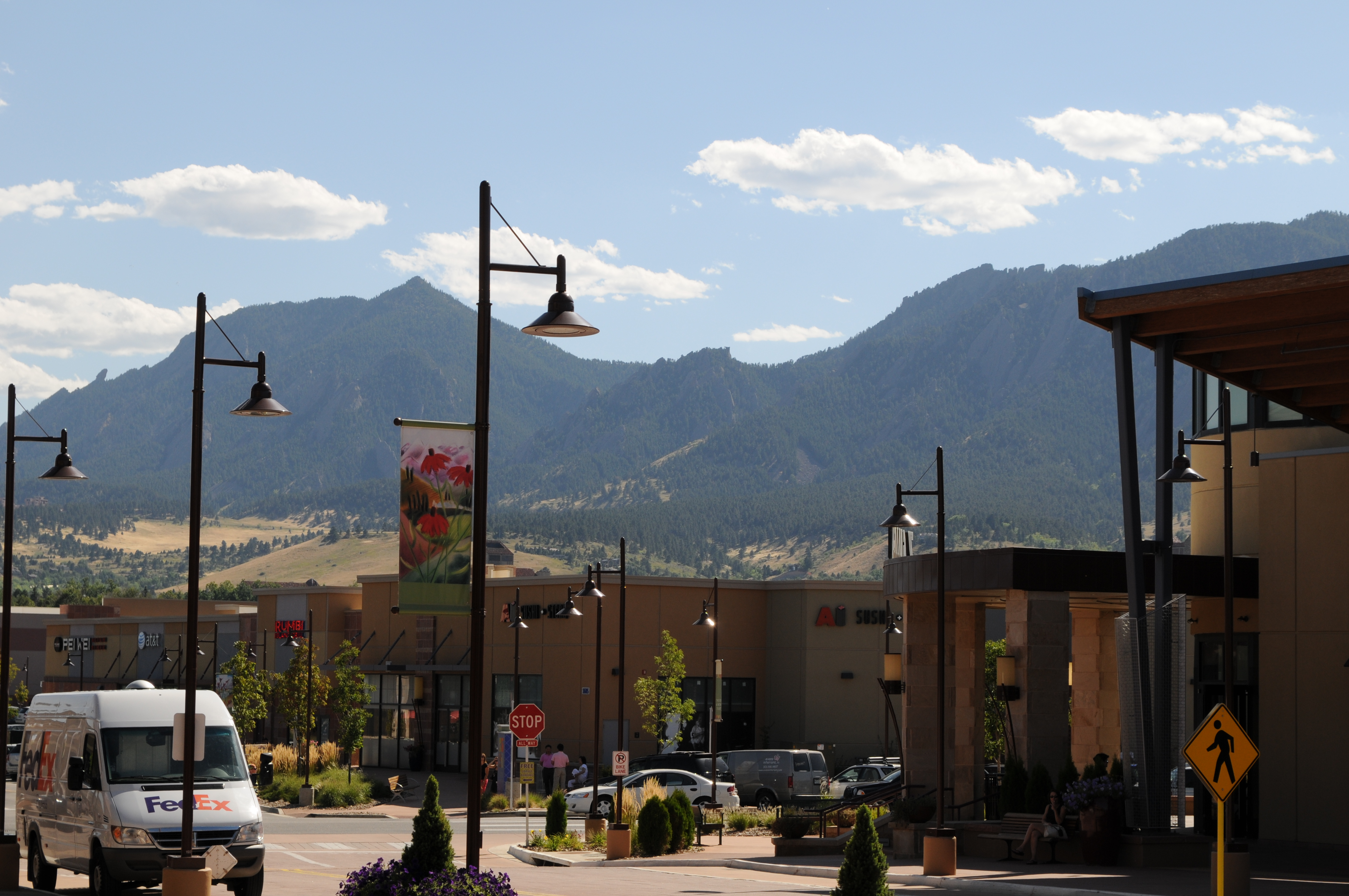
Boulder

2015 waren knapp 3000 Athleten am Start. Der Ironman Boulder wurde 2015 und 2016 als Age-Group-Bewerb ausgetragen – das heißt, die Sieger erhalten kein Preisgeld und es werden keine Qualifikationspunkte für das Kona-Pro-Ranking vergeben.

Seit 2017 ist die Austragung im Juni angesetzt. 
Das letzte Rennen war hier im Juni 2019 und für 2020 wurde keine weitere Austragung mehr angekündigt.

### Streckenrekorde
Bei den Frauen liegt der Rekord, aufgestellt 2019 von Lauren Brandon, bei 9:09:09 h. 
Der vom US-Amerikaner Matt Hanson aufgestellte Streckenrekord liegt seit 2019 bei 7:57:03 h.

## Siegerliste
| Datum/Jahr    | Männer            | Männer            | Männer            | Frauen              | Frauen           | Frauen            |
| Datum/Jahr    | Erster Platz      | Zweiter Platz     | Dritter Platz     | Erster Platz        | Zweiter Platz    | Dritter Platz     |
| ------------- | ----------------- | ----------------- | ----------------- | ------------------- | ---------------- | ----------------- |
| 9. Juni 2019  | Matt Hanson (SR)  | Kenneth Peterson  | Timothy O’Donnell | Lauren Brandon (SR) | Lesley Smith     | Danielle Mack     |
| 10. Juni 2018 | Chris Leiferman   | Joe Gambles       | Patrick Mckeon    | Kirsty Jahn         | Katy Evans       | Dede Griesbauer   |
| 11. Juni 2017 | Timothy O’Donnell | Matt Chrabot      | Patrick McKeon    | Rachel Joyce        | Heather Jackson  | Danielle Mack     |
| 7. Aug. 2016  | Clay Emge -2-     | Rudy Kahsar       | Juan Valencia     | Lectie Altman       | Kathryn Throolin | Ana Naranjo       |
| 2. Aug. 2015  | Clay Emge         | Steve Mantell     | Steve Johnson     | Francesca Tibaldi   | Monica Folts     | Heather Gollnick  |
| 3. Aug. 2014  | Justin Daerr      | Richie Cunningham | Scott Defilipps   | Danielle Kehoe      | Laura Bennett    | Christine Hammond |